# Stazione di Ōmi-Shiotsu
La stazione di Ōmi-Shiotsu (近江塩津駅?, Ōmi-Shiotsu-eki) è una stazione ferroviaria della città di Nagahama, nella prefettura di Shiga in Giappone. La stazione è gestita dalla JR West e serve la linea Kosei sulla sponda occidentale del lago Biwa.

## Linee
JR West
■ Linea Kosei
■ Linea principale Hokuriku

## Struttura
La stazione è costituita da due marciapiedi a isola con 4 binari su viadotto.
| 1 | ■ Linea Kosei               | per Yamashina, Kyoto e Ōsaka |
| 2 | ■ Linea Kosei               | per Yamashina, Kyoto e Ōsaka |
| 2 | ■ Linea principale Hokuriku | per Nagahama e Maibara       |
| 2 | ■ Linea principale Hokuriku | per Tsuruga e Fukui          |
| 3 | ■ Linea principale Hokuriku | per Tsuruga e Fukui          |
| 4 | ■ Linea principale Hokuriku | per Nagahama e Maibara       |

## Stazioni adiacenti
| «                         | Servizio               | »             |
| Linea Kosei               | Linea Kosei            | Linea Kosei   |
| ------------------------- | ---------------------- | ------------- |
| Nagahara                  | Tutti i treni          | (Shin-Hikida) |
| Linea principale Hokuriku |                        |               |
| Yogo                      | Locale                 | Shin-Hikida   |
| (Nagahara)                | Rapido via linea Kosei | Shin-Hikida   |